# Dasypogon acratus
Dasypogon acratus är en tvåvingeart som beskrevs av Walker 1849. Dasypogon acratus ingår i släktet Dasypogon och familjen rovflugor. Inga underarter finns listade i Catalogue of Life.